# Лантерн
Лантерн (фр. Lanterne) — река во Франции, в регионе Бургундия — Франш-Конте. Левый приток Соны. Длина реки — 63 км или 62 км. Площадь водосборного бассейна — 1045 км².
Начинается к северу от городка Мелизе среди мелких озёр на высоте около 270 метров над уровнем моря. Течёт сначала на юг до Лантено, потом на северо-запад через Ситер, у Конфлана поворачивает на юго-запад. Протекает через Фаверне и впадает в Сону к северу от Пор-сюр-Сона. Уклон реки — 3,8 м/км.
Основные притоки — Брёшен (пр), Семус (пр), Ла-Рож (пр).
Среднегодовой расход воды на водомерной станции в Фаверне — 22 м³/с. Максимум стока приходится на январь-февраль, минимум — на август.